# Annie Leonard
Annie Leonard (nascuda el 1964) és una experta en matèria de comerç internacional, cooperació internacional, desenvolupament sostenible, salut ambiental i una crítica del consumisme. És coneguda principalment pel seu documental La història de les coses (2007) (The Story of Stuff), que tracta sobre el cicle vital de béns i serveis. El 2014 va esdevenir la directora executiva de Greenpeace dels Estats Units.

## Biografia

### Primers anys de vida i educació
Leonard va néixer a Seattle a l'estat de Washington, on també va créixer. Es va graduar a la Lakeside School i es va graduar al Barnard College el 1987 i es va graduar a la Universitat Cornell en planificació urbana i regional.

### Carrera
Després de fer pràctiques a la National Wildlife Federation a final dels anys vuitanta, Leonard va començar a treballar amb Greenpeace en una campanya per prohibir el vessament internacional de residus. Va viatjant arreu del món per rastrejar escombraries i residus perillosos enviats des de països desenvolupats a països menys desenvolupats. «Anava d'amagotis a les fàbriques on [els residus] eren dipositats, entrevistava els treballadors, prenia mostres de cabell i de sòl per demostrar el dany a la salut ambiental», va dir més tard en una entrevista amb Joe Wilensky de la Universitat Cornell.
El 1992 va declarar davant del Congrés dels Estats Units el tema del tràfic internacional de residus. El treball de Greenpeace i altres organitzacions va portar al Conveni de Basilea de 1989, un tractat internacional per protegir els països menys desenvolupats de l'abocament de residus perillosos per part de les empreses transnacionals amb seu als països desenvolupats.
Leonard és més coneguda com la creadora i narradora del documental animat sobre el cicle de vida dels béns materials, The Story of Stuff (2007). A l'inici era una conferència presencial d'una hora, de la qual va fer un documental filmat per poder respondre a la demanda creixent. També va escriure un llibre que tractava la temàtica de la pel·lícula, publicat el 2010.«Aquest llibre vol ser un revulsiu que ens obligue a replantejar el sistema establert en què vivim i que, com cada vegada és més palès, no és sostenible.»
Després de The Story of Stuff, va crear The Story of Cap and Trade (2009), que tracta el comerç de drets d'emissió, en total una desena de The Story of…
A més del seu treball sobre les pel·lícules Story of Stuff, Leonard va ser cocreadora i coordinadora de GAIA (Global Alliance for Incinerator Alternatives), servint a les juntes del Fòrum Internacional sobre Globalització (FIG) i el Fons de Salut Ambiental. Anteriorment, va treballar per Health Care Without Harm Essential Information, and Greenpeace Internacional, i va ser coordinadora del Grup de treball de Funders Workgroup for Sustainable Production and Consumption.
Leonard va ser nomenada directora executiva de Greenpeace dels Estats Units el maig de 2014.

### Vida personal
Leonard viu a la zona de la badia de San Francisco amb la seva filla Dewi, nascuda el 1999.

## Obres
- The Story of Stuff
- The Story of Cap and Trade (2009), sobre el comerç de drets d'emissió
- The Story of Bottled Water[13]
- The Story of Cosmetics
- The Story of Electronics
- The Story of Citizens United v. FEC
- The Story of Broke
- The Story of Change
- The Story of Solutions.